# 2,4,6-Trisz(trinitrometil)-1,3,5-triazin
A 2,4,6-trisz(trinitrometil)-1,3,5-triazin a triazin egyik származéka, melyet először 1995-ben állítottak elő. 2,4,6-trikarboxi-1,3,5-triazin destruktív nitrálásával szintetizálják. Említésre méltó tulajdonsága, hogy több nitrocsoport található benne, mint szénatom, így oxigénforrásként lehetne használni, vagy oxigénben szegény robbanóanyagokhoz keverhető, hogy növelje azok robbanóerejét.
Származékait is előállították, a nitrocsoportot nukleofil reakcióban aziddal és hidrazinnal helyettesítették.

## Fordítás
Ez a szócikk részben vagy egészben a 2,4,6-Tris(trinitromethyl)-1,3,5-triazine című angol Wikipédia-szócikk ezen változatának fordításán alapul.  Az eredeti cikk szerkesztőit annak laptörténete sorolja fel. Ez a jelzés csupán a megfogalmazás eredetét és a szerzői jogokat jelzi, nem szolgál a cikkben szereplő információk forrásmegjelöléseként.